# 二月初七
二月初七，农历二月第七天。

## 出生
- 乾隆六年，永琪，乾隆帝第五子
- 乾隆十七年，永瑆，乾隆帝第十一子

## 逝世
- 唐高宗李治麟德二年，程咬金。

## 节假日和习俗
- 驚蛰二月令

## 参看
- 日历
- 二月初四 - 二月初五 - 二月初六 - 二月初七 - 二月初八 - 二月初九
- 正月初七 - 二月初七 - 三月初七
- 正月 - 二月 - 三月 - 四月 - 五月 - 六月 - 七月 - 八月 - 九月 - 十月 - 十一月 - 腊月
- 公历2月7日